# Jack Andreozzi
Pour les articles homonymes, voir Andreozzi.
Jack Andreozzi (né le 24 janvier 1939 à Providence, Rhode Island aux États-Unis)  est un acteur américain.

## Filmographie

### Cinéma
- 1979 : Fyre de Richard Grand : Carl
- 1982 : Lookin' to Get Out de Hal Ashby : Henchman
- 1986 : Jo Jo Dancer, Your Life Is Calling (en) de  Richard Pryor : Gangster #1
- 1986 : The Boss' Wife (en) de Ziggy Steinberg (en) : Doorman
- 1987 : La Pie voleuse (Burglar) d'Hugh Wilson : Knobby's apartment manager
- 1988 : Les Fantômes d'Halloween (Lady in White) de Frank LaLoggia : Tony
- 1989 : Hit List de William Lustig : Abe Fasio
- 1994 : Deep Red (en) : Janitor
- 1996 : Mother d'Albert Brooks : Sgt. Nick Ross

### Télévision
- 1980 : The Night the City Screamed : A Looter
- 1989 : Le Coup de Shannon (Shannon's Deal) : Bill (un des joueurs de cartes)
- 1990 : Confiance aveugle (en) (Blind Faith) : Grasso
- 1994 : Belle de nuit (Deconstructing Sarah) : Frank Menghini